# 엘리사베트 세르반테스
엘리사베트 세르반테스(Elizabeth Cervantes, 1975년 8월 1일 ~ )는 멕시코의 배우이다. 2007 아리엘상 여우주연상 수상자이다.